# Президентские выборы в Косове (2021)
Непрямые президентские выборы в Косове проходили 3-4 апреля 2021 года, на них депутаты избранной в феврале 2021 года Ассамблеи Косова избирали президента Косова. После третьего раунда голосования победу с 71 из 120 голосов одержала Вьоса Османи из основанной ей партии «Дерзай». Три парламентские партии бойкотировали голосование. Единственным оппонентом Османи, получивший какие-либо голоса в ходе голосования, был представитель той же партии Насуф Бейта.

## Предвыборная обстановка
Хашим Тачи вступил в должность президента 7 апреля 2016 года, но ушёл в отставку 5 ноября 2020 года после того, как Специальные судебные палаты и специализированная прокуратура по Косово в Гааге подтвердили обвинительный акт против него за военные преступления. Тачи имел право на переизбрание на второй и последний пятилетний срок в 2021 году. Спикер Ассамблеи Вьоса Османи заменил Тачи в качестве исполняющего обязанности.

## Избирательная система
Президент избирается членами парламента. Для того, чтобы быть избранным кандидат в президенты должен получить по крайней мере 80 голосов в первых двух турах, что соответствует 2/3 от депутатского корпуса, в который входят 120 депутатов Ассамблеи Косова. В 3-м туре достаточно простого большинства в 60 голосов.
Согласно Конституции президентские выборы должны пройти не позднее 30 дней до окончания срока действующего президента.

## Результаты
| Кандидат | Партия                              | 1-й тур (1-я попытка) | 1-й тур (1-я попытка) | 1-й тур (2-я попытка) | 1-й тур (2-я попытка) | 1-й тур (3-я попытка) | 1-й тур (3-я попытка) | 2-й тур | 2-й тур | 3-й тур | 3-й тур |
| Кандидат | Партия                              | Голосов               | %                     | Голосов               | %                     | Голосов               | %                     | Голосов | %       | Голосов | %       |
| --- | ----------------------------------- | --------------------- | --------------------- | --------------------- | --------------------- | --------------------- | --------------------- | ------- | ------- | ------- | ------- |
| Вьоса Османи | «Дерзай»                            | Нет кворума           | Нет кворума           | Нет кворума           | Нет кворума           | 69                    | 100                   | 67      | 94,37   | 71      | 100     |
| Насуф Бейта | «Дерзай»                            | Нет кворума           | Нет кворума           | Нет кворума           | Нет кворума           | 0                     | 0,00                  | 4       | 5,63    | 0       | 0.00    |
| Недействительных/пустых бюллетеней | Недействительных/пустых бюллетеней  | Нет кворума           | Нет кворума           | Нет кворума           | Нет кворума           | 12                    | -                     | 11      | -       | 11      | -       |
| Всего | Всего                               | 78                    | 100                   | 79                    | 100                   | 81                    | 100                   | 82      | 100     | 82      | 100     |
| Зарегистрированных избирателей/Явка | Зарегистрированных избирателей/Явка | 120                   | 65.00                 | 120                   | 65.83                 | 120                   | 67.50                 | 120     | 68.33   | 120     | 68.33   |
| Источники: Exit Архивная копия от 12 апреля 2021 на Wayback Machine, Kosova Press Архивная копия от 12 апреля 2021 на Wayback Machine, Kosova Press Архивная копия от 12 апреля 2021 на Wayback Machine |                                     |                       |                       |                       |                       |                       |                       |         |         |         |         |